# Прибој (Лопаре)
Прибој је насељено мјесто у општини Лопаре, Република Српска, БиХ.

## Географија
Налази се на сјевероисточним падинама планине Мајевице у Републици Српској. Само насеље је смјештено поред магистралног пута Бијељина–Тузла и удаљено је око тридесетак километара од Тузле, Зворника, Бијељине и Брчког. Кроз мјесто протиче ријека Јања чији се извор налази испод самог врха планине Мајевице. Прибој је једна од мјесних заједница које сачињавају општину Лопаре.

## Знамените личности
- Веселин Гаврић, народни херој Југославије
- Доротеја Делић, игуманија Манастира Подластве.
- Петра Петровић, игуманија Манастира Ћириловца.

## Историја
Прибој као насељено мјесто се спомиње још у 16. вијеку, у књизи „Мајевица — с особитим обзиром на етничку прошлост и етничке особине мајевичких Срба“ од академика Миленка С. Филиповића издата 1969. године, пише да се Прибој као насељено мјесто са православним становништвом спомиње још 1528. године.
У то вријеме православно становништво је живјело и у селима Тобут, Пељаве, Подгора, Липовице и Лабуцка.
Историјских споменика који би подсјећали на неке становнике који су живјели на овом простору има на брду Руст изнад Прибоја, поред пута уз брдо Ђеруша, код Мићића Хана, на граници између Прибоја и Тобута и у још неколико села на подручју Мајевице.
Што се тиче самог имена мјеста Прибој постоји верзија о томе како је име постало. У вријеме напада Турака на Теочак и његовог освајања, у садашњем Прибоју је била смјештена војска која се припремала за борбу у освајању Теочака. То место је било уз мјесто борбе, или при мјесту борбе тј. при боју, па су му дали име Прибој. У томе прилогу говори да у дијелу Прибоја, Колобара, постоји пољана која се звала Војничко поље.
Пошто су у средњем вијеку овим просторима Балкана често харале заразне болести и куга од који су у појединим селима умирали и сви становници, а да су у Црној Гори и Херцеговини због економске ситуације и крвних освета, била честа исељавања становништва, што је можда био и један од разлога њиховог досељавање на Мајевицу. Прибој је још у 19. вијеку почео да добија важне објекте инфраструктуре. Кроз Прибој је изграђен пут у току владавине Аустроугарске на овим просторима, пут Бијељина–Угљевик–Теочак–Прибој–Лопаре–Тузла рађен је крајем 19. и почетком 20. вијека. Основна школа у Прибоју је почела са радом 1880. године, а црква је саграђена 1883. године. Пред почетак Другог свјетског рата 1937—1938. године у Прибоју је изграђена ветеринарска амбуланта, а такође прије почетак Другог свјетског рата изграђена је и зграда за потребе љекарске амбуланте и стан за љекара. Послије рата су саграђени дом културе, здравствена амбуланта, пут Бијељина–Тузла и многи други објекти од општег друштвеног значаја и посебног значаја за становништво Прибоја и околине. Током рата у БиХ (1992—1995), ово село је неколико пута било поприште офанзива и контраофанзива, како ВРС тако и АРБиХ.  Једна од најпознатијих је била и битка за Прибој 1992. у којој је убијен Бранко Пантелић "Пантер".

## Образовање
У Прибоју се налази основна школа Вељко Чубриловић, која је добила име по Вељку Чубриловићу, који је у школи службовао као учитељ од 1910. до 1914. године. Вељка Чубриловића, брата Васе Чубриловића, су аустроугарске власти осудиле 1915. на смрт вјешањем због учешћа у Сарајевском атентату.

## Становништво
| Националност       | 1991. | 1981. | 1971. | 1961. |
| Срби               | 1.765 | 1.794 | 2.108 | 2.203 |
| Југословени        | 36    | 54    |       |       |
| Црногорци          |       | 9     | 3     | 2     |
| Хрвати             | 7     | 3     |       | 3     |
| Македонци          |       | 5     |       |       |
| Муслимани          |       | 2     | 2     |       |
| остали и непознато | 25    | 9     | 8     | 1     |
| Укупно             | 1.833 | 1.876 | 2.121 | 2.209 |

| Демографија | Демографија | Демографија |
| Година      | Становника  | Становника  |
| ----------- | ----------- | ----------- |
| 1948.       | 3.927       |             |
| 1953.       | 6.630       |             |
| 1961.       | 2.209       |             |
| 1971.       | 2.121       |             |
| 1981.       | 1.876       |             |
| 1991.       | 1.833       |             |
| 2013.       | 1.305       |             |